# БК ЖСК Славия
Баскетболната секция при ДФС „ЖСК Славия“ се образува на 25 януари 1969 г. при обединението на спортните дружества Славия и Локомотив София.
Просъществува до 1971 г., когато отново двете дружества са възстановени като самостоятелни.
Мъжкият баскетболен отбор не записва успехи, за разлика от женския, който е от водещите в страната.
- Носител на Купата на България-1970, 1971
- вицешампион-1971
- бронзов медалист-1969, 1970